# Der Republikaner (20. Jahrhundert)
Der Republikaner war eine Schweizer Zeitschrift, die von Mai 1961 bis Dezember 1978 durch James Schwarzenbach herausgegeben und durch den Thomas-Verlag in Zürich gedruckt wurde. Sie war das Mitteilungsorgan der Schweizerischen Republikanischen Bewegung. Von 1970 bis 1978 galt sie als persönliches Sprachrohr von James Schwarzenbach. Die Leitartikel stammten mit einer Ausnahme ausschliesslich von ihm.

## Erscheinungsverlauf
Der Republikaner hatte verschiedene Vorgänger. Ein gleichnamiges Vorgängerblatt entstand 1917. Unter James Schwarzenbach erschien er von Mai 1961 (Jahrgang 45, Nr. 1) bis April 1964 (Jahrgang 48, Nr. 18) und von November 1970 (Jahrgang 49, Nr. 1) bis Dezember 1978 (Jahrgang 57, Nr. 14). Ulrich Schlüer führte die Zeitschrift 1979 fast nahtlos als Schweizerzeit weiter.